# Both Sides Now
Both Sides Now es el décimo álbum de estudio del músico estadounidense Willie Nelson publicado por la compañía discográfica RCA Records en 1970. Los sencillos "Crazy Arms" y "Once More With Feeling" llegaron a los puestos 16 y 42 respectivamente en la lista estadounidense de sencillos country, aunque el álbum no entró en ninguna lista de éxitos.

## Lista de canciones
1. "Crazy Arms" (Ralph Mooney, Charles Seals) - 2:32
2. "Wabash Cannonball" (A.P. Carter) - 2:45
3. "Pins and Needles (In My Heart)" (Nelson, Floyd Jenkins) - 3:20
4. "Who Do I Know in Dallas" (Nelson, Hank Cochran) - 2:30
5. "I Gotta Get Drunk" (Nelson) - 2:15
6. "Once More with Feeling" (Shirley Nelson) - 2:40
7. "Both Sides Now" (Joni Mitchell) - 3:03
8. "Bloody Mary Morning" (Nelson) - 3:17
9. "Everybody's Talkin'" (Fred Neil) - 3:24
10. "One Has My Name (The Other Has My Heart)" (Hal Blair, Dearest Dean) - 2:37
11. "It Could Be Said That Way" (Nelson) - 3:14

## Personal
- Willie Nelson - voz y guitarra acústica.